# UTEP Miners football
La squadra di football degli UTEP Miners rappresenta l'Università del Texas a El Paso. I Miners competono nella Football Bowl Subdivision (FBS) della National Collegiate Athletics Association (NCAA) e nella West Division della Conference USA. La squadra è allenata da Scotty Walden. Gioca le sue gare interne al Sun Bowl di El Paso, Texas, e la sua rivalità principale è con i New Mexico State Aggies. UTEP ha vinto un titolo della Border Conference nel 1956 e uno della Western Athletic Conference nel 2000, con 14 qualificazioni ai bowl di fine stagione.

## Conference di appartenenza
UTEP è stata sia indipendente che affiliata a diverse conference durante la sua storia.
- Independente (1914–1934)
- Border Conference (1935–1961)
- Independent (1962–1967)
- Western Athletic Conference (1968–2004)
- Conference USA (2005–presente)

## Titoli di conference
| Anno  | Conference                  | Allenatore     | Record tot. | Record conf. |
| 1956  | Border Conference           | Mike Brumbelow | 9–2         | 5–0          |
| 2000† | Western Athletic Conference | Gary Nord      | 8–4         | 7–1          |

† Co-campioni

## All-American
Tre giocatori dei Miners sono stati premiati come All-American:
- Fred Carr, LB- 1967 (NEA-1ª formazione; Time-1ª formazione; TSN-1ª formazione; CP-2ª formazione)
- Charlie West, DB- 1967 (NEA-2ª formazione; Time-1ª formazione; TSN-1ª formazione)
- Dennis Bramlett, C- 1969 (NEA-2ª formazione)